# ポール・プレストン
ポール・プレストン（Paul Preston、1950年 - ）は、アメリカ、イリノイ州の出身の医療人類学博士(カリフォルニア大学)であり、『Mother Father Deaf: Living Between Sound and Silence 』の著者である。本書は渋谷智子と井上朝日により、『聞こえない親をもつ聞こえる子どもたち-ろう文化と聴文化の間に生きる人々』として日本語に翻訳された。
現在は、カリフォルニア州バークレー在住。
障害をもつ親をサポートする非営利団体Through the Looking Glassで働いている。
ポール・プレストン自身は聴者であるが、彼の両親がろう者であったため、コーダとして育った。
1992年　"Mother Father Deaf"　出版。
研究者の視点、当事者の視点を融合させて、従来のろう文化研究ではあまり焦点が当てられてこなかったCODAのアイデンティティや家族の問題を執筆。
2003年：日本手話学会（日本手話学会第29回大会）の基調講演者として来日。
著書の中で、インタビューしたCODAの人たちを「インフォーマント」という言葉を使用して表現している。
この理由は、本を執筆当時はCODAという言葉がそれほど浸透していなかったこと、抵抗感を示す人たちもいたのでインフォーマントという言葉を使用したことによる。 
CODAという手話（手でCという形をつくって、”ろう”の手話をやる）は日本だけのようで、アメリカでは指文字で「C・O・D・A」とやる。本人いわく、手でCという形をつくって、”ろう”と表す手話は日本で初めて見たということであった。